# Weitbruch

Ortsplan

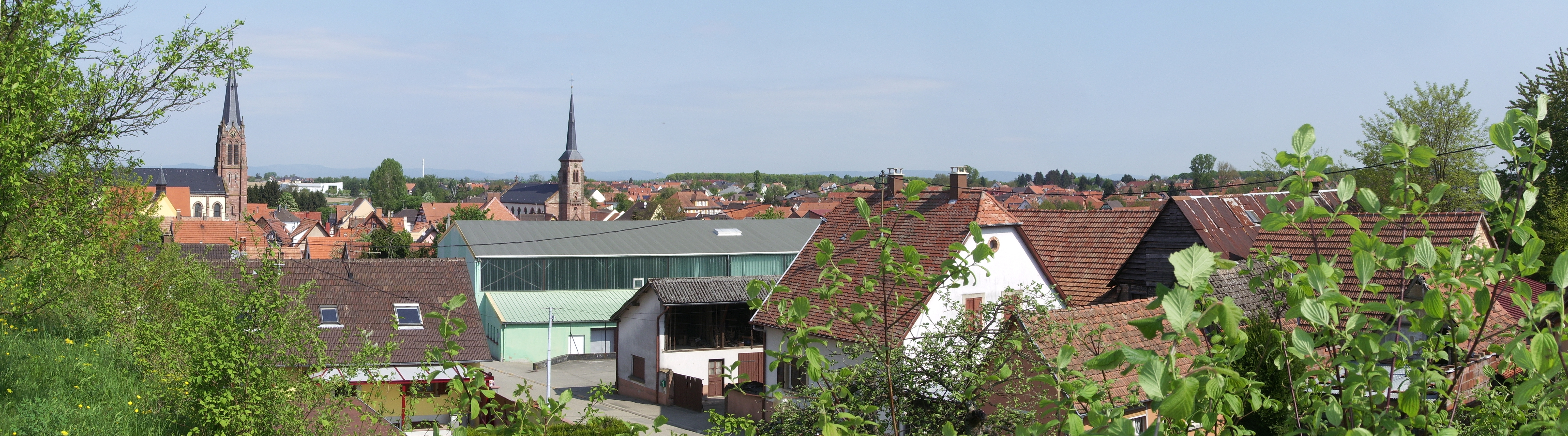
Ortsansicht

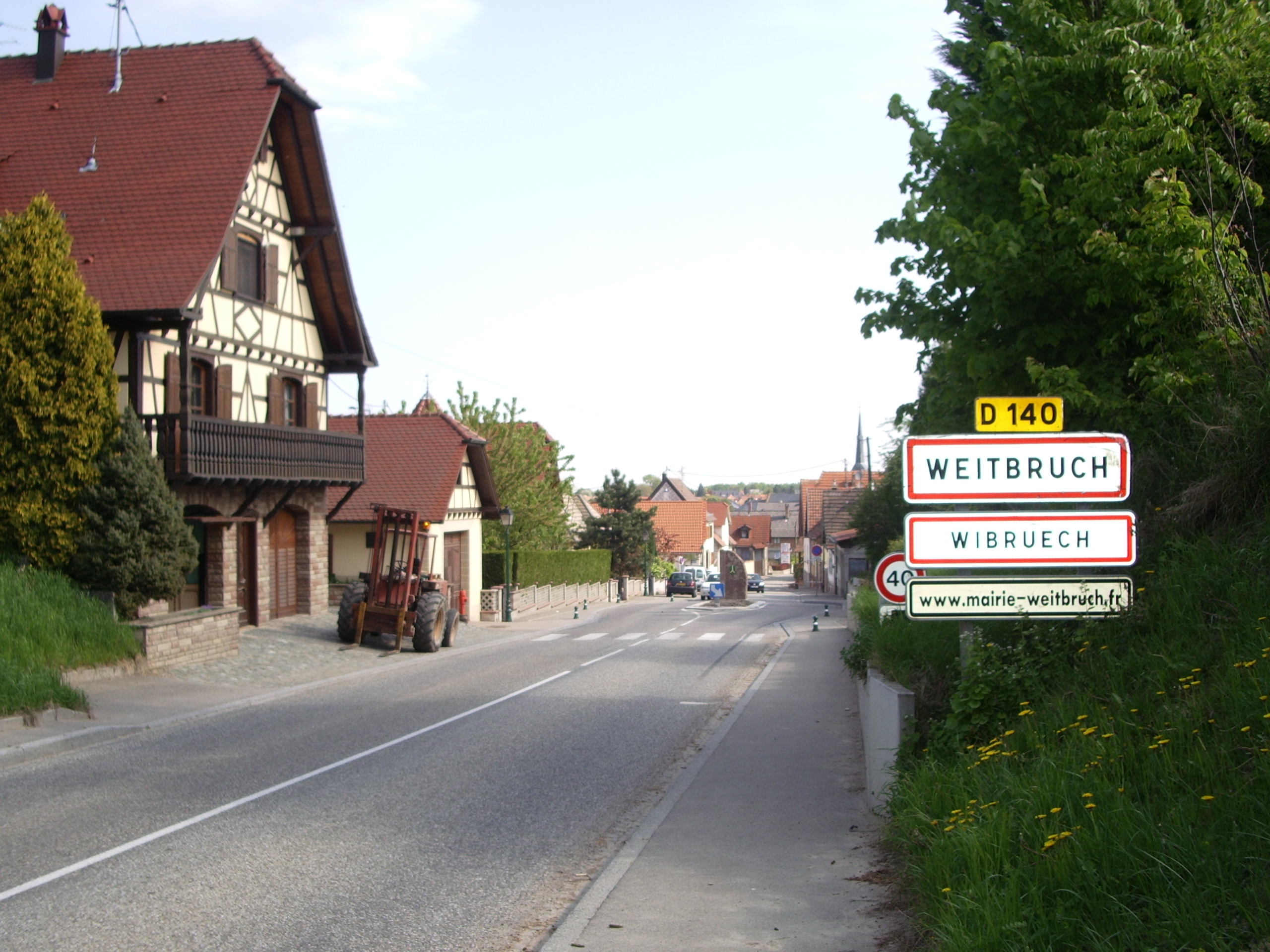
Ortseingang

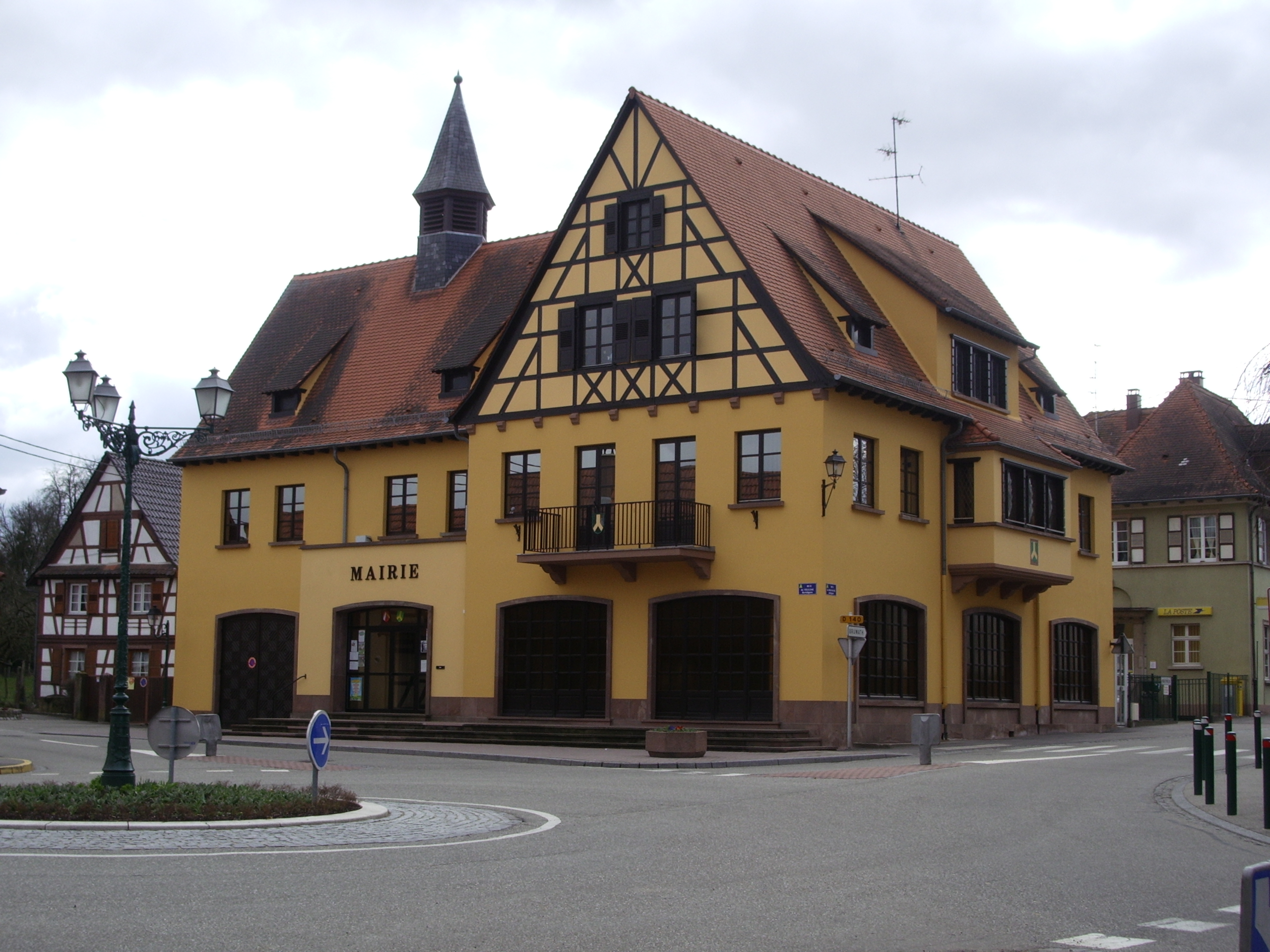
Mairie Weitbruch

Weitbruch ist eine französische Gemeinde mit 2719 Einwohnern (Stand 1. Januar 2021) im Kanton Brumath im Département Bas-Rhin in der Europäischen Gebietskörperschaft Elsass und in der Region Grand Est. Sie ist Mitglied der Communauté de communes de la Basse Zorn.

## Geografie
Die Gemeinde liegt in der Oberrheinischen Tiefebene 24 Kilometer nördlich von Straßburg und 13 Kilometer südlich von Haguenau. Umliegende Gemeinden sind Haguenau im Norden, Brumath im Süden und Niederschaeffolsheim im Westen.
Von den 1511 Hektar des Gemeindegebietes sind ungefähr 600 bewaldet, 750 werden landwirtschaftlich genutzt und 160 sind besiedelt. 670 Hektar sind in privatem Besitz.

## Geschichte

### Mittelalter
Um das Jahr 743 hieß der Ort Uiccobrochooder Wiccobrocho. Spätere Ortsnamen waren Wibbruch (1166), Wipruch (1266), Witbruch (1337), Vitbruch (1434), und Wibruech. Das Dorf erhielt seinen heutigen Namen, als die Alemannen im Elsass die Oberhand gewannen. Weitbruch wurde 1332 von den Herren von Lichtenberg den Nachfolgern der Landgrafen im Elsass abgekauft und dem Amt Brumath zugeordnet. Es war ein Reichslehen. Ab 1166 ist örtlicher Niederadel bezeugt.
Anna von Lichtenberg (* 1442; † 1474), eine der beiden Erbtöchter Ludwig V., heiratete 1458 den Grafen Philipp I. den Älteren von Hanau-Babenhausen (* 1417; † 1480), der eine kleine Sekundogenitur aus dem Bestand der Grafschaft Hanau erhalten hatte, um sie heiraten zu können. Durch die Heirat entstand die Grafschaft Hanau-Lichtenberg. Nach dem Tod des letzten Lichtenbergers, Graf Jakob, eines Onkels von Anna, erhielt Philipp I. d. Ä. 1480 die Hälfte der Herrschaft Lichtenberg, die andere Hälfte gelangte an seinen Schwager, Simon IV. Wecker von Zweibrücken-Bitsch. Das Amt Brumath wurde dabei zunächst ein Kondominat zwischen Hanau-Lichtenberg und Zweibrücken-Bitsch. Unter der Regierung des Grafen Philipp III. von Hanau-Lichtenberg kam es dann zu einer Realteilung: Das Amt Brumath kam ganz zu Zweibrücken-Bitsch. Dagegen gelangte das Amt Willstätt, das ebenfalls aus dem Lichtenberger Erbe stammte und ein Kondominat zwischen beiden Häusern war, ganz zur Grafschaft Hanau-Lichtenberg.

### Neuzeit
Allerdings kam es 1570 zu einem weiteren Erbfall, der auch das Amt Brumath und damit das Dorf Weitbruch zur Grafschaft Hanau-Lichtenberg brachte: Graf Jakob von Zweibrücken-Bitsch (* 1510; † 1570) und sein schon 1540 verstorbener Bruder Simon V. Wecker hinterließen nur jeweils eine Tochter als Erbin. Die Tochter des Grafen Jakob, Margarethe (* 1540; † 1569), war mit Philipp V. von Hanau-Lichtenberg (* 1541; † 1599) verheiratet. Zu dem sich aus dieser Konstellation ergebenden Erbe zählte auch die zweite, nicht bereits durch Hanau-Lichtenberg regierte, Hälfte der ehemaligen Herrschaft Lichtenberg und darin auch das Amt Brumath mit Weitbruch. 1570 wurde durch den regierenden Grafen von Hanau-Lichtenberg auch in Weitbruch die Reformation durchgeführt und zwar in der lutherischen Variante.
Durch die Reunionspolitik Frankreichs fiel 1680 auch das Amt Brumath und das Dorf Weitbruch unter französische Oberhoheit.
1736 starb mit Graf Johann Reinhard III. der letzte männliche Vertreter des Hauses Hanau. Aufgrund der Ehe seiner einzigen Tochter, Charlotte (* 1700; † 1726), mit dem Erbprinzen Ludwig (VIII.) (* 1691; † 1768) von Hessen-Darmstadt erbte dieser die Grafschaft Hanau-Lichtenberg. Im Zuge der Französischen Revolution fiel dann der linksrheinische Teil der Grafschaft Hanau-Lichtenberg – und damit auch Weitbruch – an Frankreich.

### Bevölkerungsentwicklung
| 1798 | 1962 | 1968 | 1975 | 1982 | 1990 | 1999 | 2006 | 2017 |
| ---- | ---- | ---- | ---- | ---- | ---- | ---- | ---- | ---- |
| 711  | 1725 | 1909 | 2083 | 2264 | 2323 | 2473 | 2662 | 2832 |